# Mario De Micheli
Mario De Micheli (Genova, 1º aprile 1914 – Milano, 17 agosto 2004) è stato un critico d'arte e critico letterario italiano.
Storico delle avanguardie artistiche del Novecento, ha sostenuto con grande passione l'arte di impegno sociale e civile, militando con la sua critica a fianco dei pittori italiani ed europei a partire dai primi anni quaranta fino alla fine del secolo.

## Biografia
Nato a Genova, si laureò a Milano nel 1938, all'Università Cattolica del Sacro Cuore, con una tesi sui poeti surrealisti francesi. A Milano prese parte al gruppo di Corrente, di chiara ispirazione antifascista. Partecipò attivamente alla Resistenza. 

Gli è stato conferito il titolo di Giusto tra le Nazioni e il suo nome, assieme a quello della moglie Ada, è scolpito sul Muro dei Giusti a Gerusalemme. Fondò varie riviste d'arte, da Realismo ad Artecontro, e organizzò numerose mostre nazionali e internazionali. 

Per anni è stato il critico d'arte ufficiale del quotidiano l'Unità. Suo è il merito di aver fatto conoscere in Italia importanti poeti ungheresi e rumeni e molti artisti europei che la cultura italiana ancora non conosceva, come la scultrice tedesca Käthe Kollwitz.
La sua visione critica si può sintetizzare nella ricerca di un'arte attenta ai valori dell'uomo e della sua lotta contro la brutalità della storia. Moltissimi sono gli artisti italiani alla cui carriera egli ha dato l'importante contributo di un aiuto e di un costruttivo consiglio. Ha insegnato Storia dell'Arte e della Letteratura italiana e Sociologia delle arti alla Facoltà di Architettura del Politecnico di Milano, e alla Società Umanitaria, oggi Bauer, formando intere generazioni di studenti. 
È deceduto a Milano ed è sepolto a Trezzo sull'Adda, alla cui biblioteca ha lasciato in eredità il fondo della sua preziosissima biblioteca.
La sua forte visione partigiana in appoggio all'emancipazione delle classi sociali più deboli, ha fatto sì che molti leggessero la sua critica come improntata da un forte ideologismo: in realtà la sua critica, mai settaria, è sempre stata attenta alla pluralità dei linguaggi e alle diverse matrici culturali.
«Una tendenza nella molteplicità delle tendenze» è stata la sua parola d'ordine e il segno della sua attualità, laddove questa tendenza nelle tendenze è costituita da una sincera attenzione per le sorti dell'uomo di fronte alle forze che agiscono nella storia. Ha collaborato con le riviste Il Calendario del Popolo, Numero e Il 45, oltre a fondare Realismo negli anni cinquanta e Artecontro negli anni novanta.
I suoi libri son stati tradotti sia in Europa che in America.

## Opere
- A Pablo Picasso e a Manzù, 1942
- Realismo e Poesia, 1944
- La protesta dell'Espressionismo, 1945
- Courbet, 1954
- 7° Gap, 1954
- Kathe Kollwitz, 1954
- Scultura italiana del dopoguerra, 1958
- Majakovskij: Bene!, 1958
- Le Avanguardie artistiche del Novecento, 1959
- Evidenza di Picasso, 1962
- Giuseppe Scalarini, 1962
- Evidenza di Guttuso, 1963
- Scritti di Picasso, 1964
- Van Gogh, 1966
- Courbet, 1967
- Siqueiros, 1968
- Arte Contro, 1970
- Manzù, 1971
- Momenti del Realismo, 1971
- Manifesti della seconda guerra mondiale, 1972
- Manifesti rivoluzionari, 1973
- La pittura presente, 1974
- Pietro Cascella preistoria oggi, 1975
- La matrice ideologico-letteraria dell'eversione fascista, 1977
- Consenso, fronda, opposizione: intellettuali nel ventennio fascista, 1977
- David, Délacroix, Courbet, Cézanne, Van Gogh, Picasso. Antologia degli scritti, 1978
- Ernst Neizvestny, 1978
- Scalarini. Vita e disegni del grande caricaturista politico, 1978
- I bambini di teresin. Poesie e disegni dal lager 1942-1944, 1979
- Arte e mondo contadino, 1980
- Leonardo, 1980
- Josè Clemente Orozco, 1981
- Mario De Micheli, La scultura del Novecento, Torino, UTET, 1981, ISBN 88-02-03579-2.
- Idee e storie di artisti, 1981
- Il disagio della civiltà e le immagini, 1982
- L'arte fra anarchia, fascismo e rivoluzione, 1984
- Arturo Martini, 1985
- Pietro Cascella Chiesa pietra e cielo dei Santi Evangelisti in Salussola San Secondo. 1987
- La scultura, 1987
- Le circostanze dell'arte, 1987
- Antonio Masini. I Fratelli Rosselli, 1987
- La fuga degli Dei, 1989
- Giovanni Melarangelo, 1990
- La scultura dell'Ottocento,  Garzanti,1992, ISBN 88-11-34015-2
- Pietro Cascella, Porta del Terzo Millennio con poesia di Mario Luzi, 1996
- Marco Cornini. Sculture, monografia edita in occasione delle mostre tenutesi presso il Serrone di Villa Reale, Monza e nel Chiostro di San Domenico, Museo della Carta e della Filigrana, Fabriano, 1997
- L'arte sotto le dittature, Universale Economica Feltrinelli, 2000, ISBN 978-88-07-88794-9